# Маббу, Александр
Алекса́ндр Маббу́ (фр. Alexandre Mabboux), род. 19 сентября 1991, Амбийи) — французский прыгун с трамплина, участник Олимпийских игр в Ванкувере.
В личных соревнованиях на этапах Кубка мира Маббу не выступал, приняв участие за свою карьеру лишь в двух командных соревнованиях. В рамках Континентального кубка Маббу дебютировал в декабре 2007, в феврале 2009 года впервые попал в тридцатку лучших на этапах Континентального кубка. Всего на сегодняшний момент имеет 5 попаданий в тридцатку лучших на этапах Континентального кубка. Лучшим достижением Маббу и итоговом зачёте Континентального кубка является 144 место в сезоне 2008-09.
На Олимпиаде-2010 в Ванкувере стартовал в трёх дисциплинах: стал 9-м в команде, в личных соревнованиях в обоих случаях не прошёл квалификацию, заняв в ней соответственно 50-е место на нормальном трамплине и 48-е место на большом трамплине.
За свою карьеру участвовал в одном чемпионате мира, на чемпионате-2009 в Либереце, стал 8-м в команде и 42-м на большом трамплине.